# Provinz Halle-Merseburg
Die preußische Provinz Halle-Merseburg bestand im Verband des Deutschen Reiches von 1944 bis 1945.

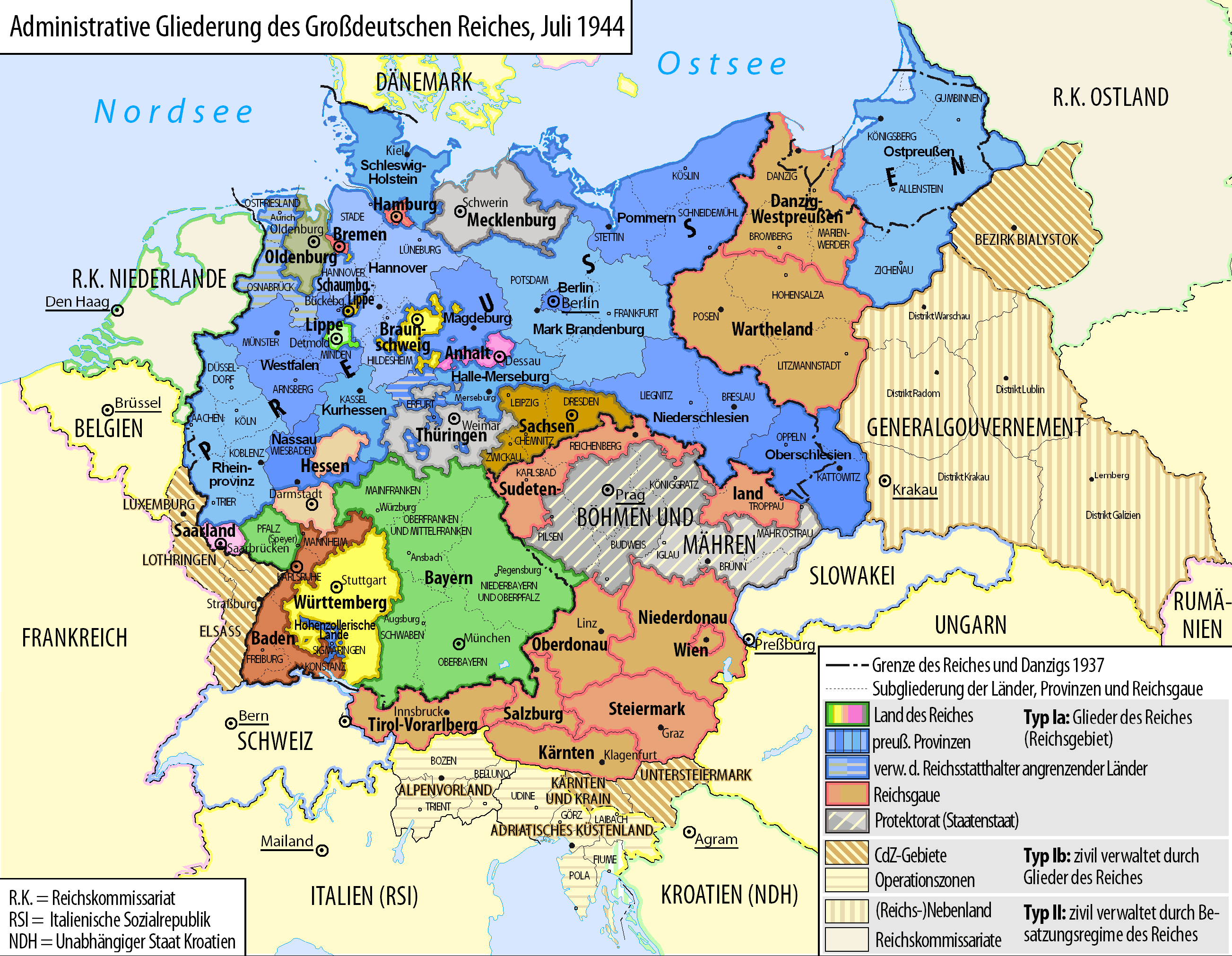
Großdeutsches Reich (Länder und Gaue) 1944

## Geschichte
Durch den „Erlaß des Führers über die Aufgliederung der Provinz Sachsen“ vom 1. April 1944 wurde die preußische Provinz Sachsen zum 1. Juli 1944 aufgelöst, um die Verwaltungsbezirke in Mitteldeutschland an die Reichsverteidigungsbezirke anzugleichen. Aus dem Regierungsbezirk Merseburg der bisherigen Provinz Sachsen wurde die Provinz Halle-Merseburg gebildet, während der Regierungsbezirk Magdeburg zur Provinz Magdeburg wurde. Der Regierungsbezirk Erfurt wurde dem Reichsstatthalter in Thüringen unterstellt.
Zum Oberpräsidenten der neugebildeten Provinz Halle-Merseburg wurde der Gauleiter des NSDAP-Gaus Halle-Merseburg, Joachim Albrecht Eggeling, bestellt.
Nach Kriegsende wurde die Provinz Halle-Merseburg im Juli 1945 auf Geheiß der Sowjetischen Militäradministration (SMAD) mit der Provinz Magdeburg und dem Land Anhalt zur neuen „Provinz Sachsen“ vereinigt, die 1946 in „Provinz Sachsen-Anhalt“ umbenannt wurde und schließlich 1947 im Land Sachsen-Anhalt aufging.

## Verwaltungsgliederung
Die Provinz Halle-Merseburg umfasste den bisherigen Regierungsbezirk Merseburg mit der entsprechenden Anzahl von Stadt- und Landkreisen.
Zum Sitz der Provinz wurde die Stadt Merseburg bestimmt.

### Stadtkreise
1. Eisleben
2. Halle a. S.
3. Merseburg
4. Naumburg a. S.
5. Weißenfels
6. Lutherstadt Wittenberg
7. Zeitz

### Landkreise
1. Bitterfeld
2. Delitzsch
3. Eckartsberga [Sitz: Kölleda]
4. Liebenwerda [Sitz: Bad Liebenwerda]
5. Mansfelder Gebirgskreis [Sitz: Mansfeld]
6. Mansfelder Seekreis [Sitz: Eisleben]
7. Merseburg
8. Querfurt
9. Saalkreis [Sitz: Halle a. S.]
10. Sangerhausen
11. Schweinitz [Sitz: Herzberg (Elster)]
12. Torgau
13. Weißenfels
14. Wittenberg
15. Zeitz

## Oberpräsidenten
- 1944–1945: Joachim Albrecht Eggeling